# Église Saint-Martin de Treuzy-Levelay
L’église Saint-Martin est  située à Treuzy-Levelay dans le département français de Seine-et-Marne, en région Île-de-France.

## Historique
Avant la construction de l'église, se trouvait une tour de gué dont la base remonte au XIe siècle. et qui fut rehaussée  au XIVe siècle puis des archèresfurent construites. En 1360, Charles V demande que les tours soient fortifiées.
C'est Louis XI qui décide de 1461 à 1492 de la création des clochers et des nefs pour toutes les tours de gué du royaume de France. À Treuzy, la tour se transforme en clocher.
Sous Charlemagne, vers l'an 1000, des prêtres de Saint-Benoît-sur-Loire qui stationnaient à Château-Landon venaient dire la messe à Treuzy, et à la chapelle de la Nozaie, à Nonville.
Depuis le 14 avril 1926, l’église est inscrite au titre des monuments historiques.

## Rattachement
L'église fait partie de la paroisse « Pôle missionnaire de Nemours » qui est rattachée au diocèse de Meaux.

## Architecture
L’église Saint-Martin orientée de plan allongé, avec nef unique et abside semi-circulaire, est flanquée d’une tour-clocher du côté nord. Elle est percée de baies simples puis de baies géminées au dernier niveau, partiellement murées. La tour est couronnée d'une flèche en ardoise.
La façade est précédée, sur toute sa largeur, d’un porche en appentis percé d'un portail plein cintre, flanqué de plusieurs baies en plein cintre.
Une sacristie jouxte le chevet côté sud.
L'église Saint-Martin possède une cloche en bronze qui porte les inscriptions « Jean Fremort, entrepreneur dans les bâtiments du Roi et Françoise Golbert ». Marque des fondeurs et date : Jean Capitain et Louis Lorguilleux fecit en 1732. L'église et sa cloche sont chacune enregistrées comme monuments historiques,,
Le caquetoire  date de 1530 et est la dernière partie construite de l’église en style roman. Pour construire ce caquetoire, des pierres ont été extraites du cimetière mérovingien. Il a été restauré en 1993, par M. Mayeur, maçon du village. Jusqu’en 1789, des transactions commerciales s’effectuent dans ces lieux abrités que sont les caquetoires. Le caquetoire a également abrité la Mairie il y a bien longtemps… 
À l'occasion des travaux de restauration de 1993, le coq, qui avait été pris pour cible par des soldats pendant la Seconde Guerre mondiale, a été restauré.

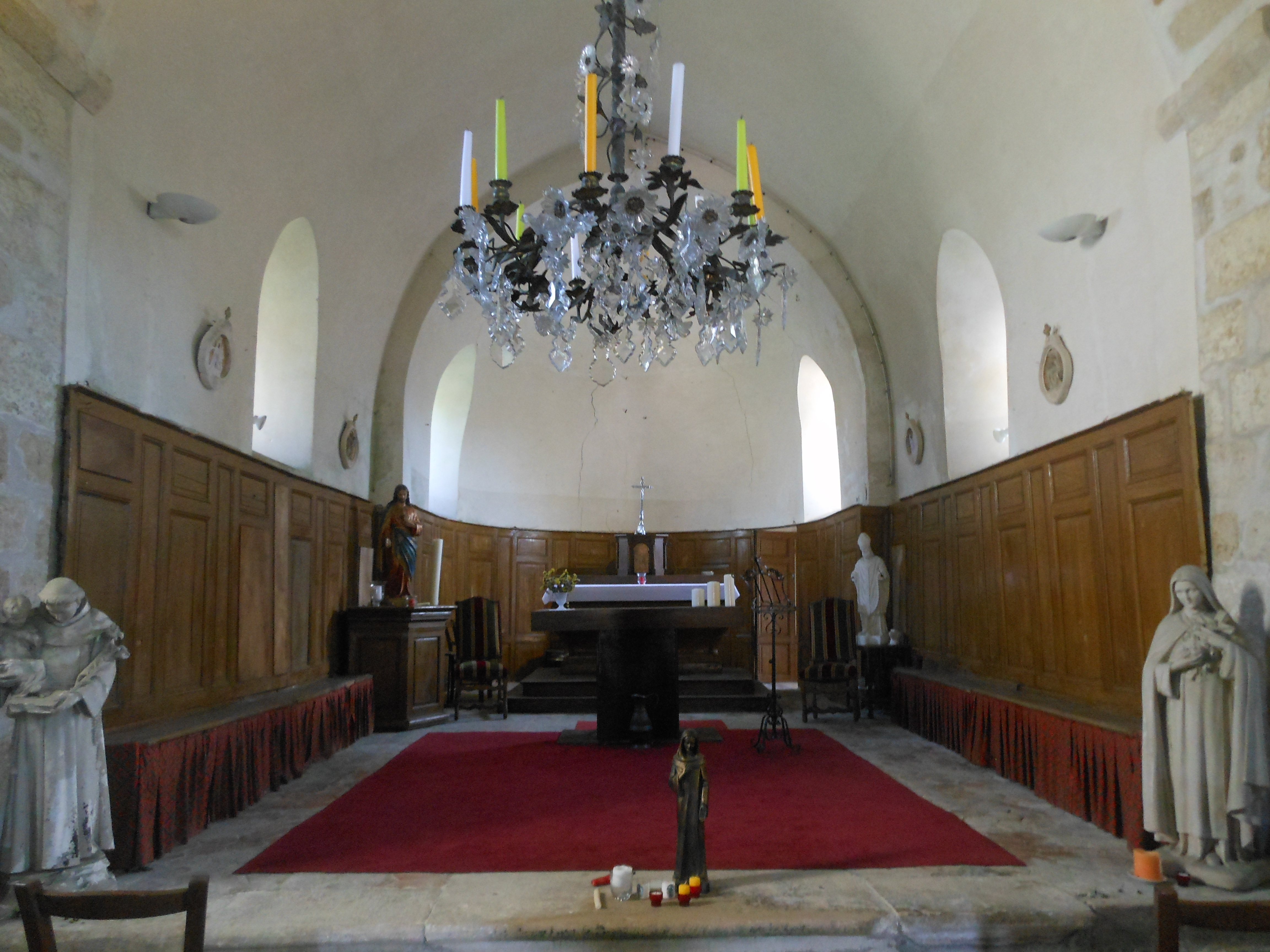
Le chœur et l’autel
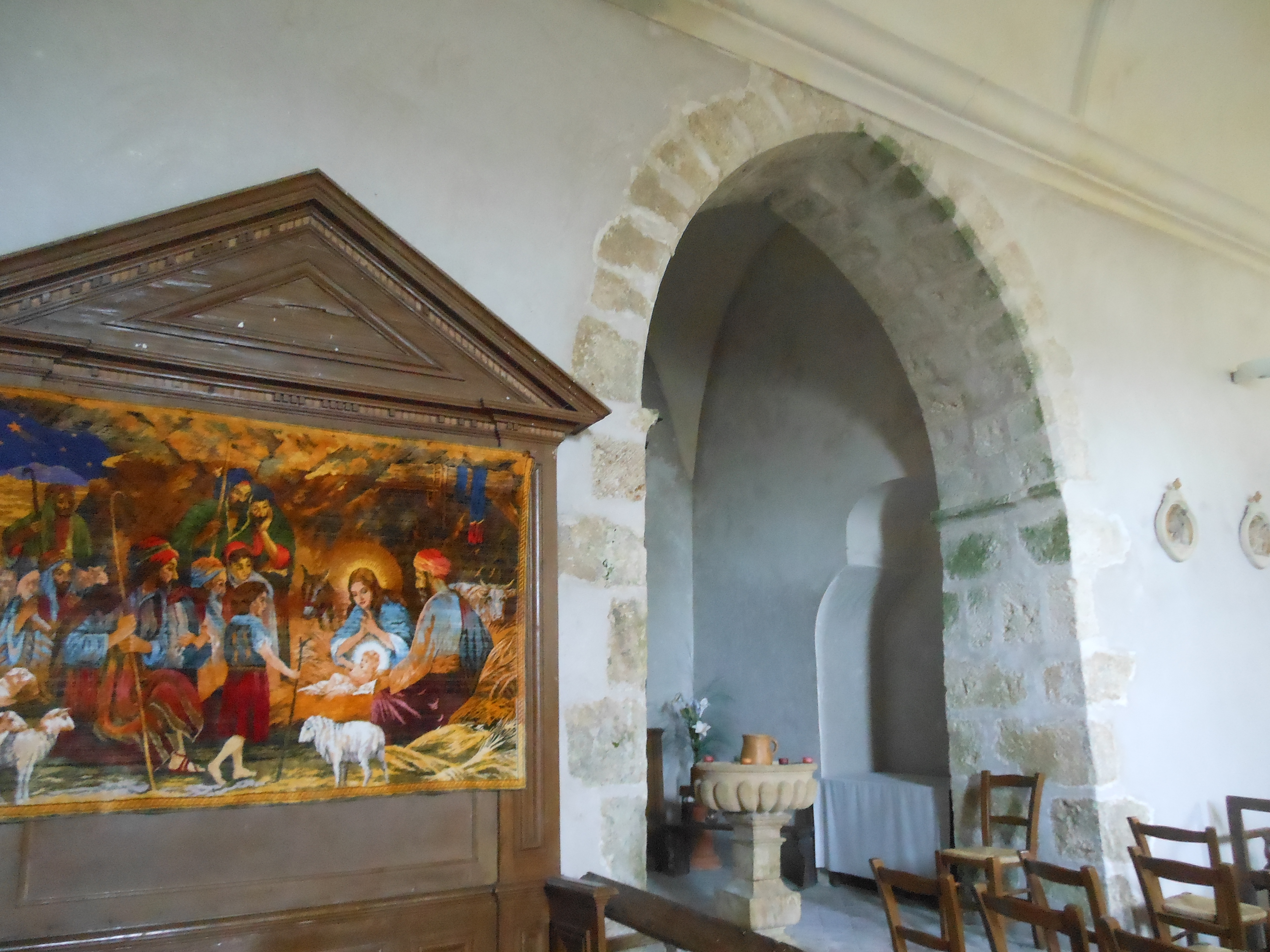
Le baptistère
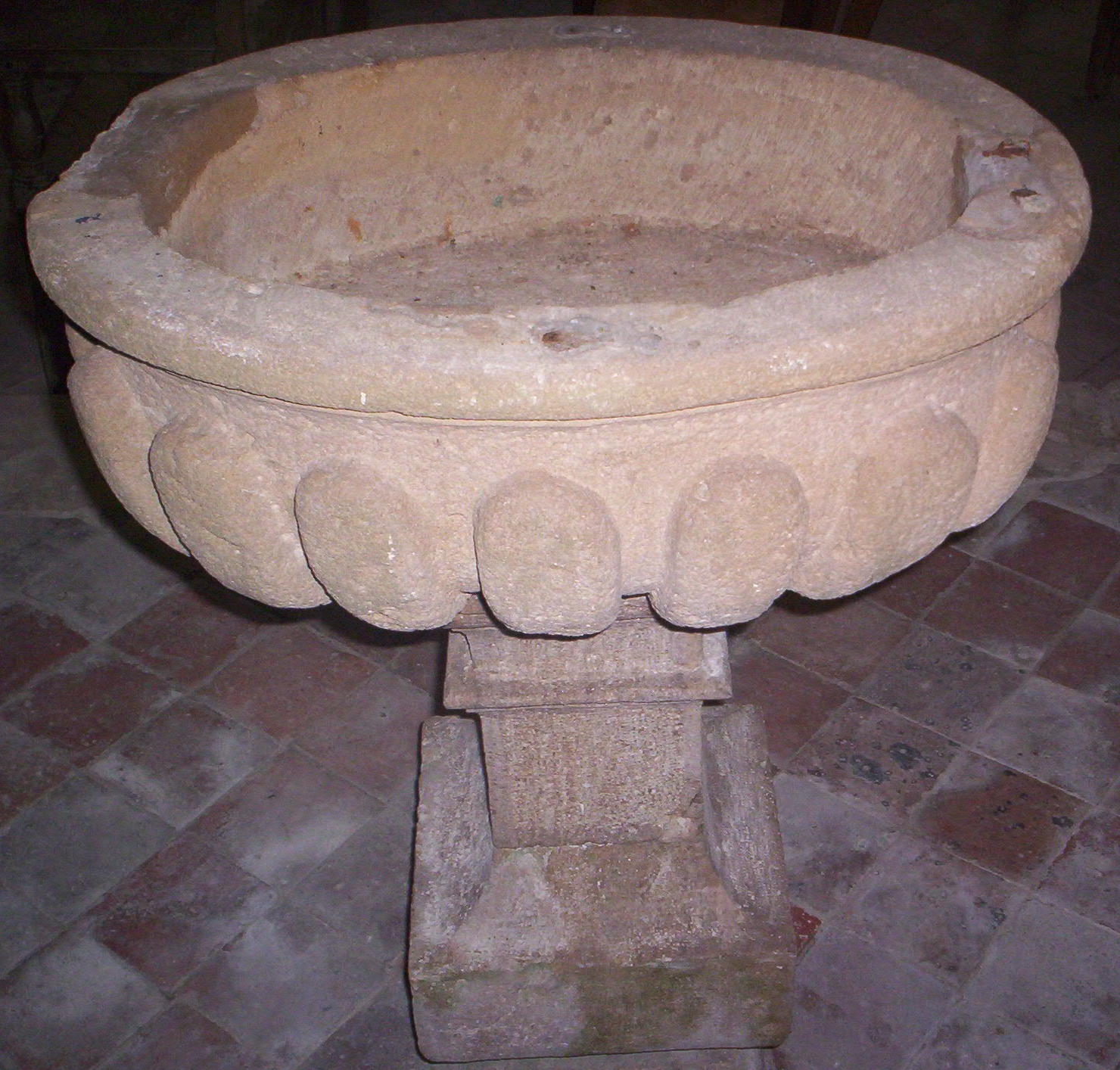
Les fonts baptismaux
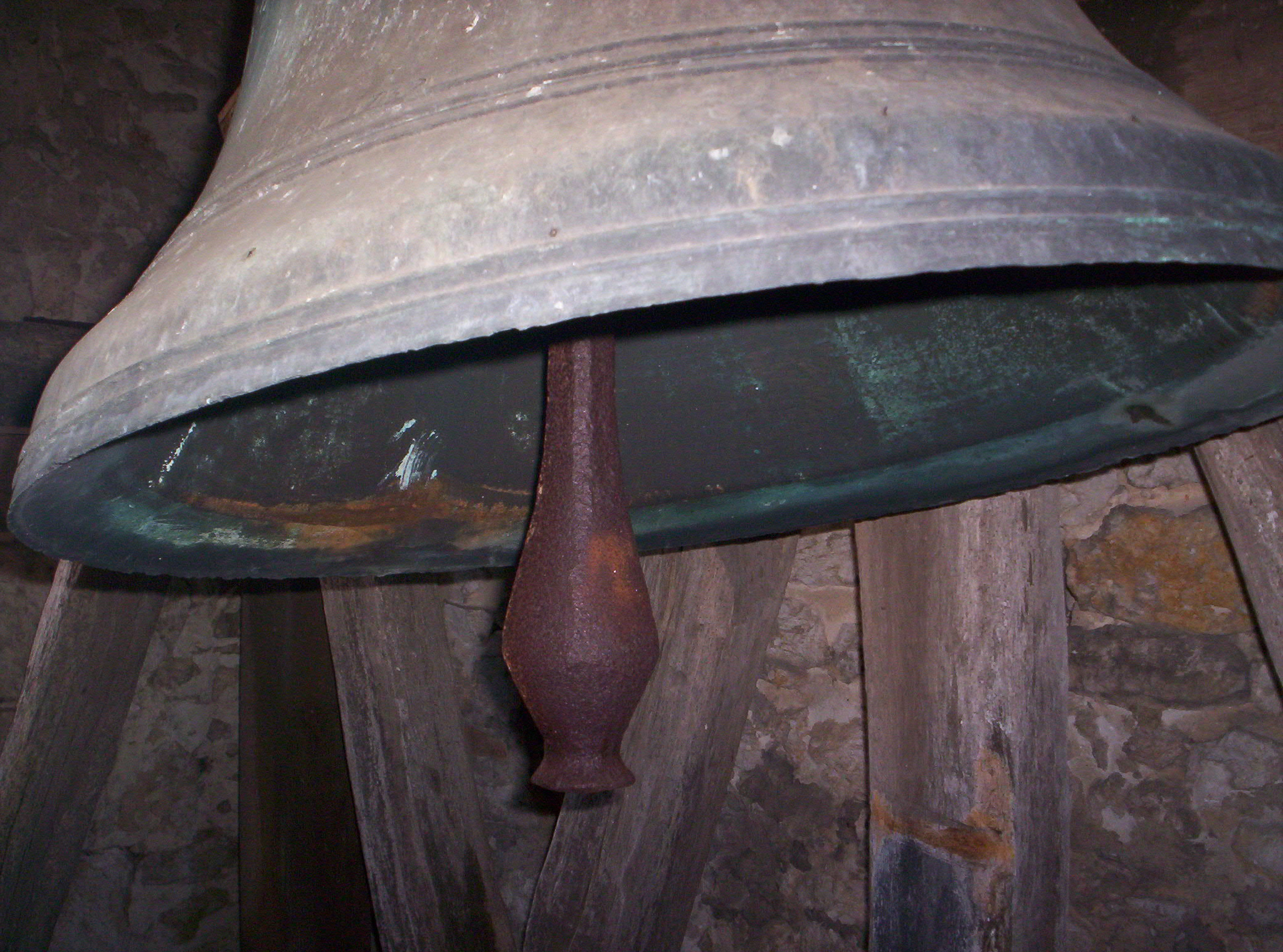
La cloche porte les inscriptions « Jean Fremort, entrepreneur dans les bâtiments du Roi et Françoise Golbert ».
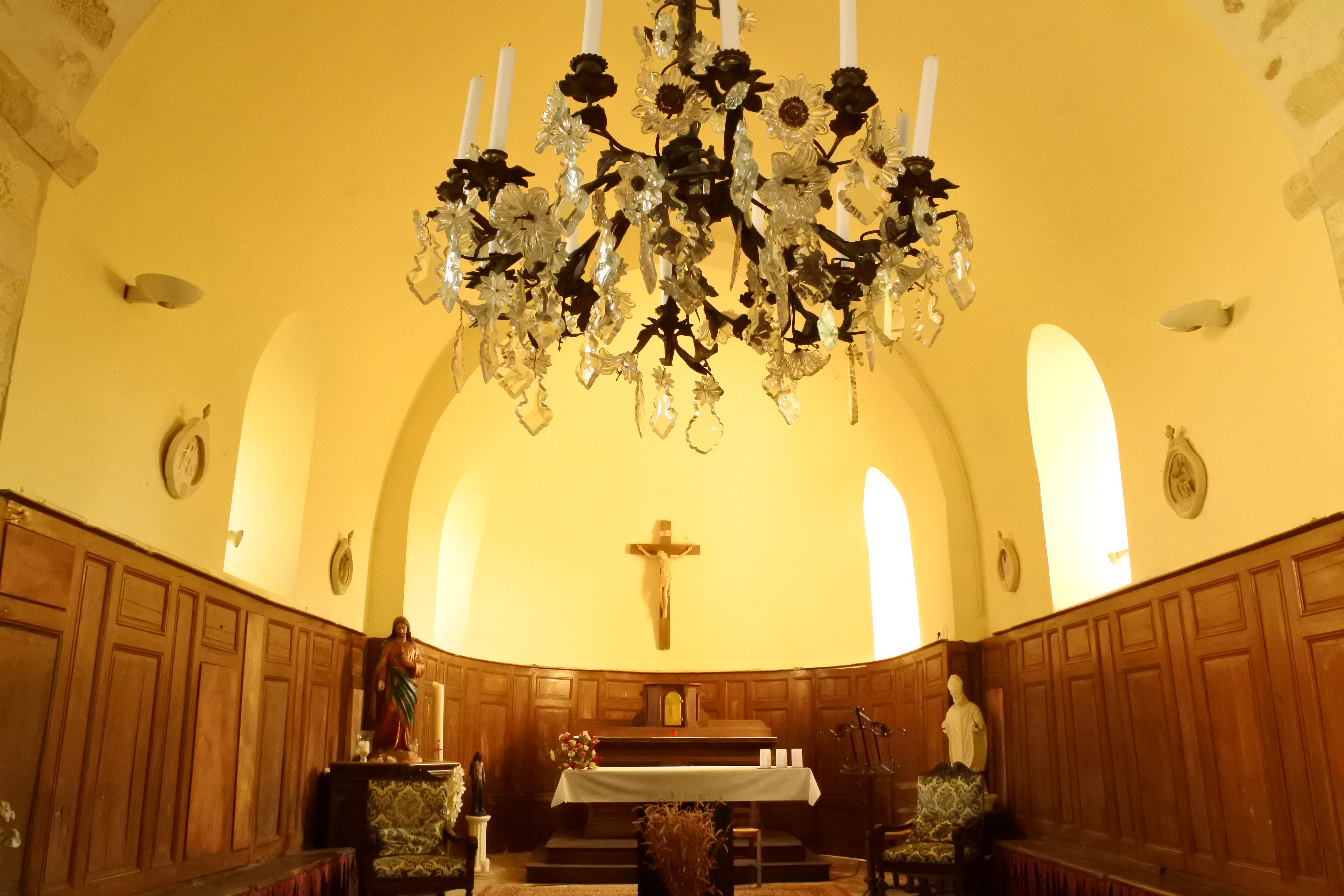
Le chœur et la plafond
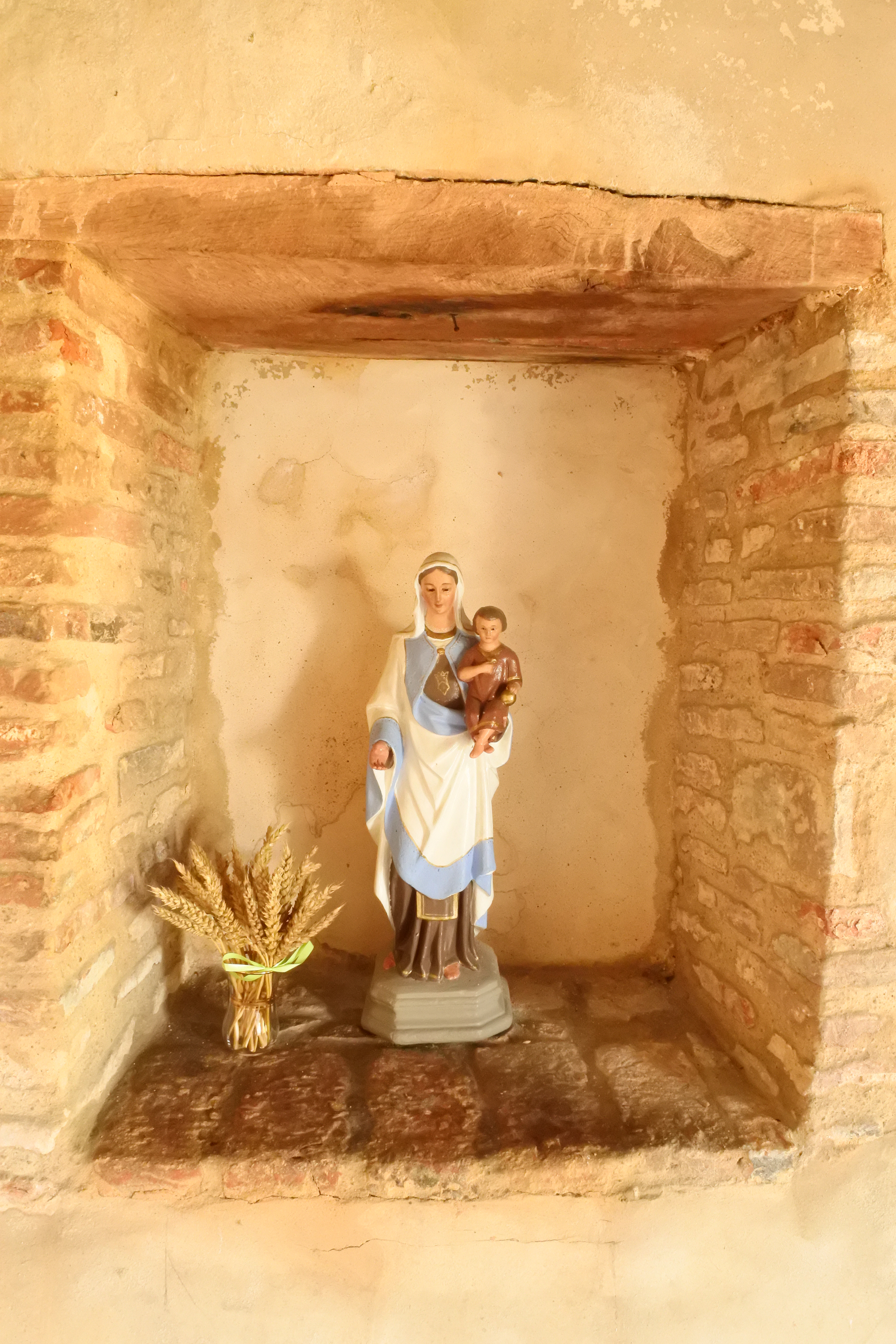
Sous le caquetoir, statue de la Vierge et l'enfant.
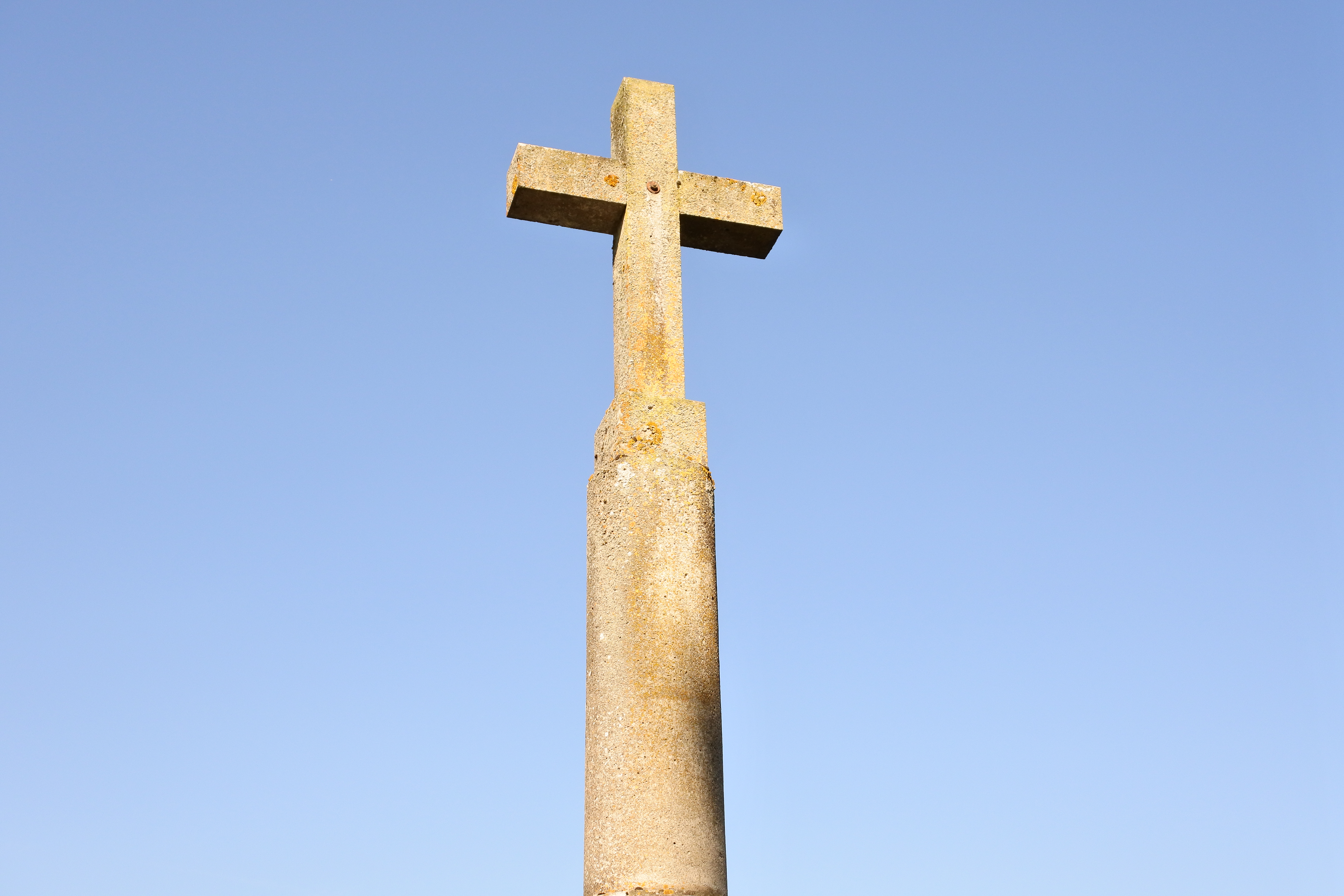
Croix en pierre près de caquetoire.
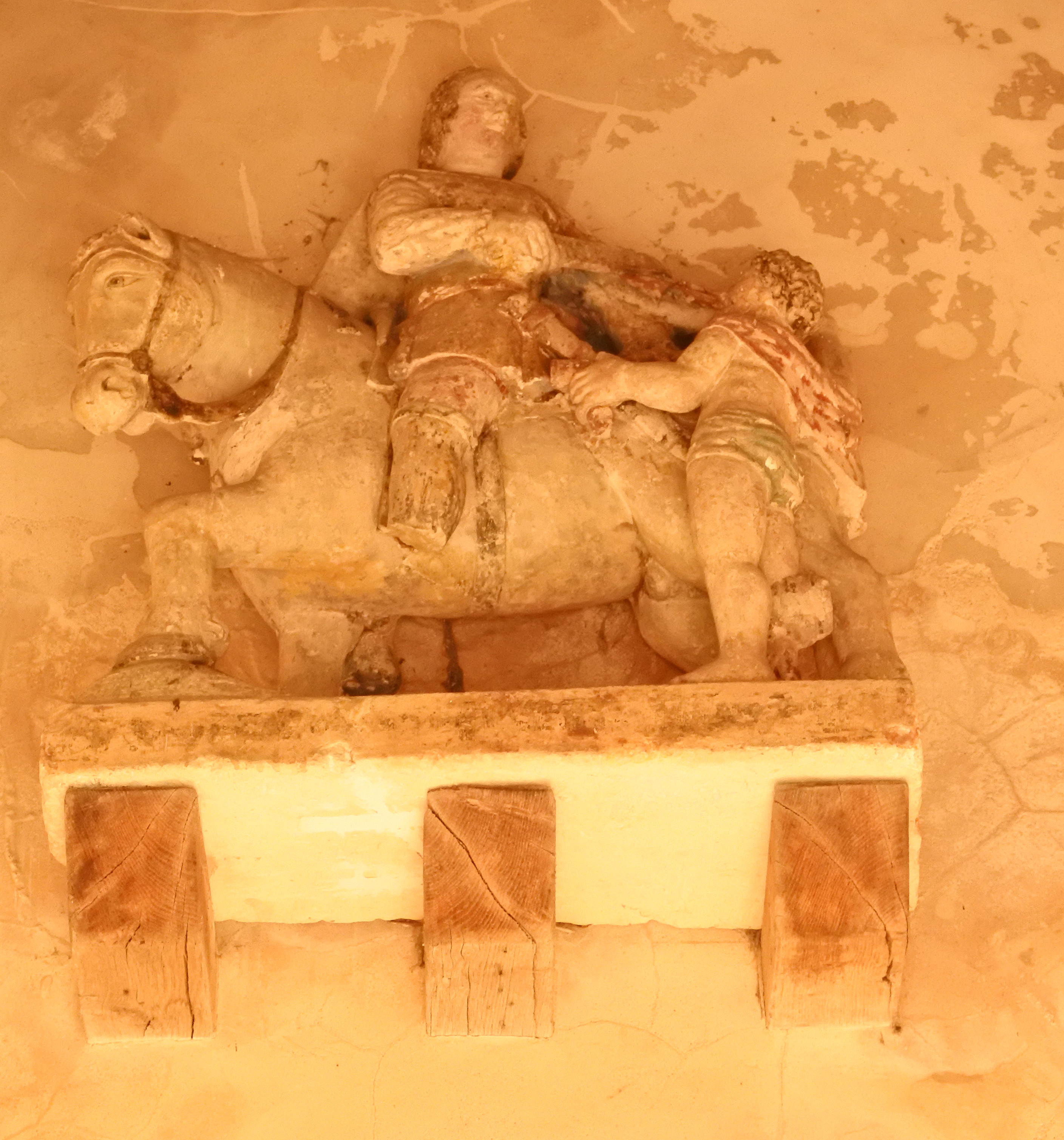
Saint Martin partageant son manteau.

## Vitraux  et mobilier
L'église est voûtée en berceau, le chœur remonterait  à l'an 600, sous les Mérovingiens (près de l’église se trouve un cimetière mérovingien.) (ou l'an 1000 ?). La forme du plafond est en Cul-de-four.
Le baptistère de l'église de Treuzy-Levelay, date du XVIIIe siècle. Sur sa périphérie et tout autour des fonts baptismaux se trouvent des godons,
L'autel en forme de tombeau est en bois. De 350, au Moyen Âge, le public assiste aux offices dans la nef, en étant debout. La nef était un lieu de rencontres et de commerce.
La Sainte Vierge à l'enfant, néo-classique, date du XIXe siècle. Elle est en bois, teinté en gris pour imiter la pierre.
On retrouve des polychromes sur les murs de l'église, datant du XIIe siècle qui illustre le Nouveau Testament et la vie du Christ.